# Musculus scalenus posterior
Musculus scalenus posterior je šikmý či kloněný sval hlubokých partií krku, pro který se používá pouze latinského názvosloví. Sval patří do skupiny šikmých svalů krčních, spolu s m. scalenus anterior a medius.

## Uložení
Sval jde od dolních krčních obratlů, tj. od 5. až 7. obratle, k druhému žebru. Je umístěn za m. scalenus medius.
Sval může ojediněle chybět nebo jeho úpon může sahat až ke třetímu žebru.

## Inervace
Jako ostatní kloněné svaly je inervován z předních (ventrálních) větví krčních míšních nervů (rr.ventrales), konkrétně ze segmentu C7 - C8.

## Funkce
- při jednostranné akci: úklon páteře na stranu stahu a otáčení páteře na stranu opačnou
- při oboustranné akci: předklon krční páteře
- při fixované páteři: zdvíhá 1. žebro ve funkci pomocného svalu dýchacího, zejména při klidném dýchání